# Philologie germanique
 (décembre 2018).
Si vous disposez d'ouvrages ou d'articles de référence ou si vous connaissez des sites web de qualité traitant du thème abordé ici, merci de compléter l'article en donnant les références utiles à sa vérifiabilité et en les liant à la section « Notes et références ».

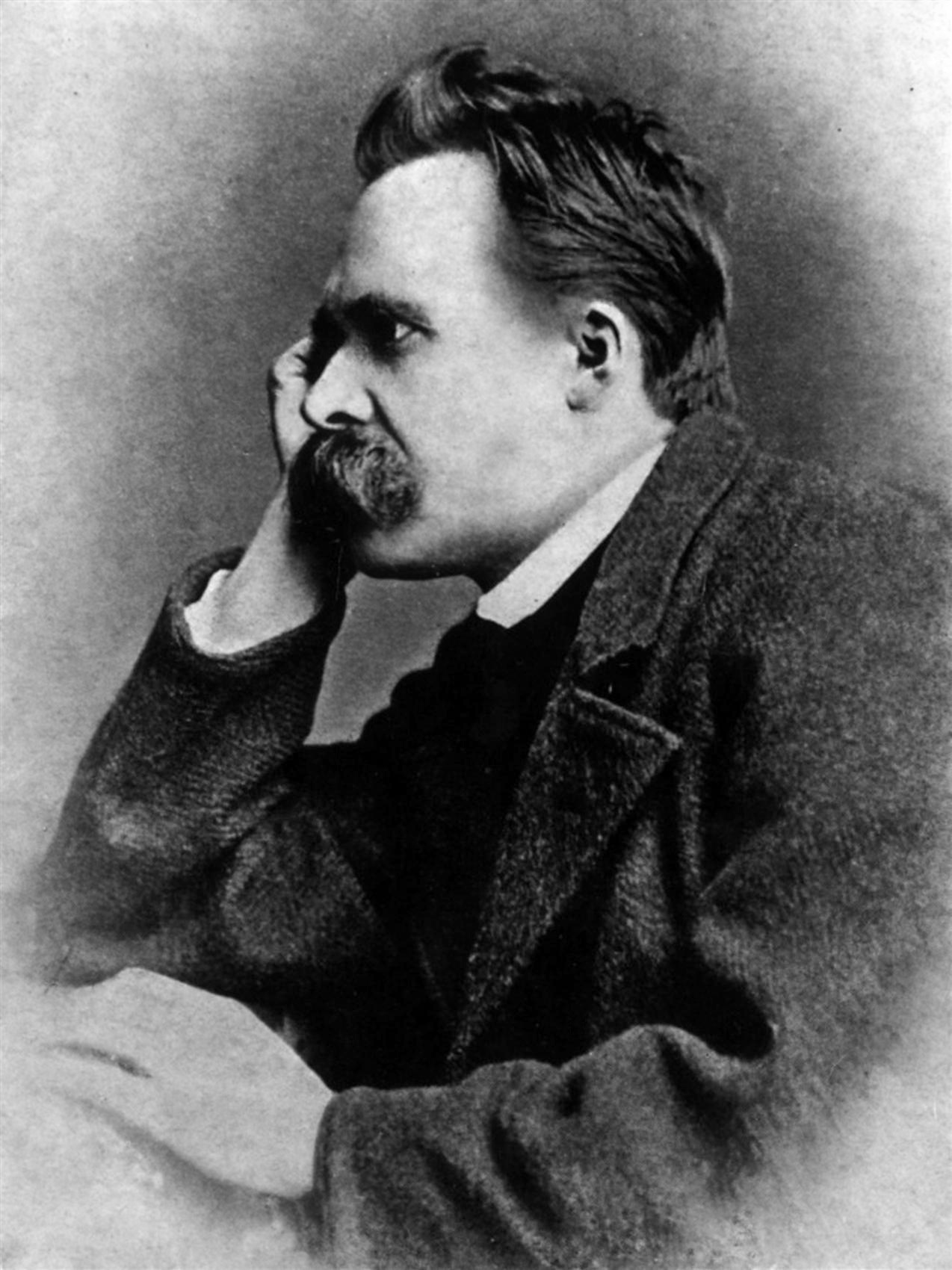
Portrait de Nietzsche, philosophe et philologue allemand.

La philologie germanique est l’étude philologique des langues germaniques du point de vue comparatif et historique de leur évolution. 
L’étude des langues germaniques débuta au XVIe siècle lors de la découverte de textes littéraires témoignant d’anciens états de ces langages. C’est à cette époque qu’apparurent les premières publications traitant du vieux norrois comme l’Historia de gentibus septentrionalibus (Olaus Magnus, 1555) et la première édition moderne de la Geste des Danois de Saxo Grammaticus, en 1514. La première collection de poésie en moyen haut-allemand est publiée en 1603 par Melchior Goldast ; les textes présentés y sont commentés en insistant sur les problèmes linguistiques, ouvrant la voie à une approche philologique de tels textes pour les siècles à venir. En Angleterre, Cotton étudie les manuscrits de sa collection, marquant ainsi le début de l’étude du vieil anglais. Le rythme des publications accélère ensuite avec par exemple la traduction des Eddas en latin au XVIIe siècle.
La philologie germanique devint une discipline académique sérieuse au début du XIXe siècle, particulièrement explorée en Allemagne avec les travaux de Jacob Grimm, et les éditions des textes en vieux haut-allemand par Karl Lachmann. Le Danois Rasmus Rask, spécialiste du vieux norrois, donne la première édition critique des deux Eddas en 1819. Henry Sweet et Matthias Lexer furent également d’importants linguistes du XIXe siècle.